# Cosmus Bræstrup

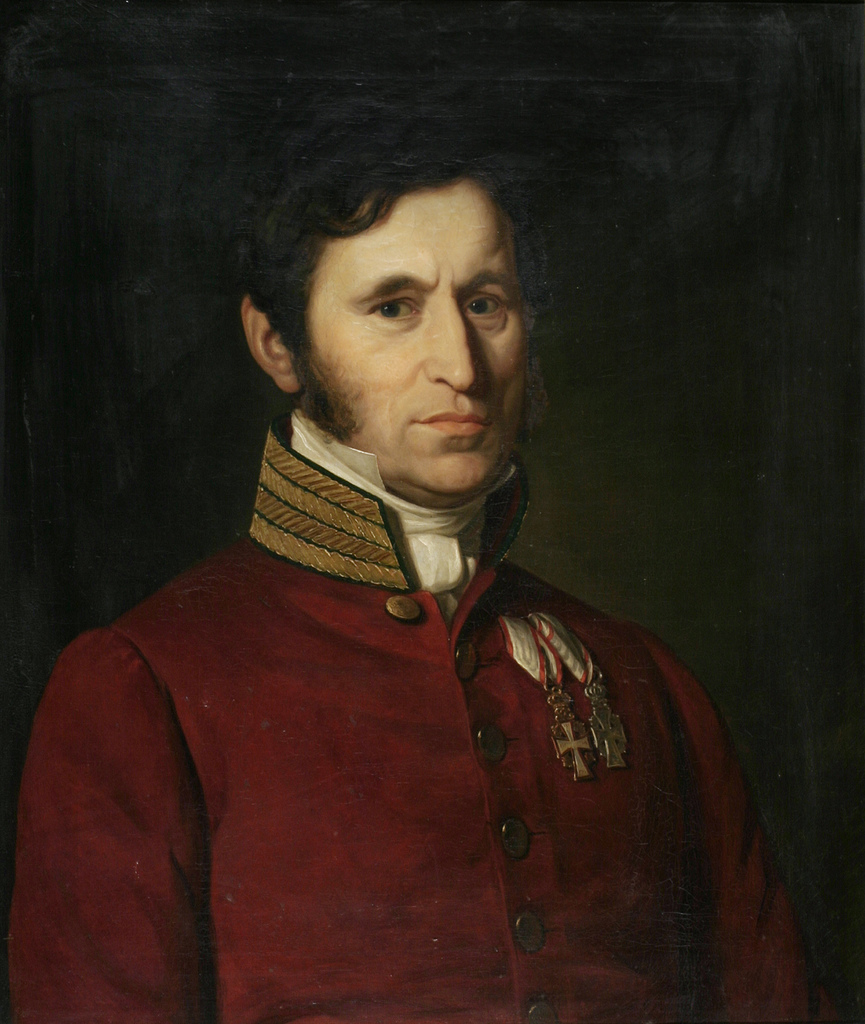
Cosmus Bræstrup, porträtterad av Johan Vilhelm Gertner 1844.

Christian Jacob Cosmus Bræstrup, född den 26 december 1789 i Köpenhamn, död där den 11 juli 1870, var en dansk ämbetsman.
Bræstrup deltog 1813 som auditör i fälttåget i Holstein. Han blev 1821 assessor i Köpenhamns politiret, 1823 därjämte vice polismästare och 1833 polismästare. Med stor duglighet och humanitet styrde han huvudstadens polis ända till dess ombildning 1863. Han avgick då som geheimekonferensråd, skickades som danskt sändebud till Athen, där den danske prinsen Vilhelm nyss blivit kung, och blev 1864 overpresident (överståthållare) i Köpenhamn, vilken plats han beklädde till sin död, med undantag av tiden från april 1865 till november 1866, då han var justitie- och kultusminister.